# Grzybowa Góra (427 m)
Grzybowa Góra (427 m) – wzniesienie na Wyżynie Olkuskiej pomiędzy Doliną Szklarki i Doliną Będkowską. Stoki zachodnie opadają do doliny potoku Szklarka, wschodnie do doliny Będkówki, północne do wąwozu Przecówki, południowe do wąwozu oddzielającego Grzybową Górę od Wietrznika.
Grzybową Górę niemal całkowicie porasta las sosnowo-grabowy z domieszką brzozy. Istnieją na niej jeszcze 3 polany. W stokach wschodnich (w Dolinie Będkowskiej) wznosi się wapienna skała Rybna Płyta.